# Eerste Kamer der Staten-Generaal
De Eerste Kamer der Staten-Generaal, kortweg Eerste Kamer of Senaat, vormt samen met de Tweede Kamer de Nederlandse Staten-Generaal, het hoogste staatsrechtelijke orgaan van volksvertegenwoordiging in het Koninkrijk. De Eerste Kamer heeft het laatste woord over voorstellen van wetgeving die voor het hele Rijk zal gaan gelden (Rijkswet) of voor Nederland, daaronder de begrotingshoofdstukken waarin de voorgenomen staatsuitgaven worden vastgelegd. De Eerste Kamer heeft 75 zetels, de zittingsduur is vier jaar. De basisbeginselen zijn vastgelegd in de Grondwet.
De leden worden niet direct door de burgers gekozen maar via een getrapt systeem. Ingezetenen van Nederland kiezen voor de provincie waar ze wonen de volksvertegenwoordiging voor het provinciebestuur, de Provinciale Staten; de leden van de Eerste Kamer worden door de Provinciale Staten van alle provincies gekozen. Voor inwoners van de Caribische openbare lichamen en van Nederlanders die geen ingezetenen zijn, wordt de Eerste Kamer gekozen door de Kiescolleges voor de Eerste Kamer (sinds 2019).
Vergeleken met de Tweede Kamer heeft de Eerste Kamer minder rechten en bevoegdheden. Haar leden mogen geen wetsvoorstel indienen of een wetsvoorstel wijzigen of aanvullen. Ze heroverwegen wetsontwerpen die door de Tweede Kamer zijn aangenomen en kunnen deze goed- of afkeuren. Wel kunnen ze eveneens het vertrouwen in een regering opzeggen en hebben ze het recht van enquête. Al met al is er echter minder werk te doen dan in de Tweede Kamer en de leden van de Eerste Kamer komen daarom in principe slechts één dag in de week (op dinsdag) bijeen. Meestal om de wetsontwerpen die door de Tweede Kamer zijn aangenomen, onderling en met de regering te bespreken en er over te stemmen.
De Eerste Kamer wordt de kamer van reflectie genoemd. De partijfracties nemen bij een kabinetsformatie niet deel aan coalitieonderhandelingen en tekenen niet mee voor een regeerakkoord. Er bestaat een zekere afstand tot de dagelijkse politiek en wetsvoorstellen worden vooral op hun merites beoordeeld, ofwel getoetst op hun rol, functie, waarde en werking in de maatschappij op de lange termijn. Eerste Kamerleden letten ook op de wetstechnische kanten van een wetsvoorstel, zoals de deugdelijkheid van het regelwerk en de samenhang met andere wetten. Net als in de Tweede Kamer worden de vergaderingen genotuleerd en een samenvatting van het besprokene wordt vastgelegd in de zogenaamde Handelingen, die (ook online) worden gepubliceerd.

## Geschiedenis

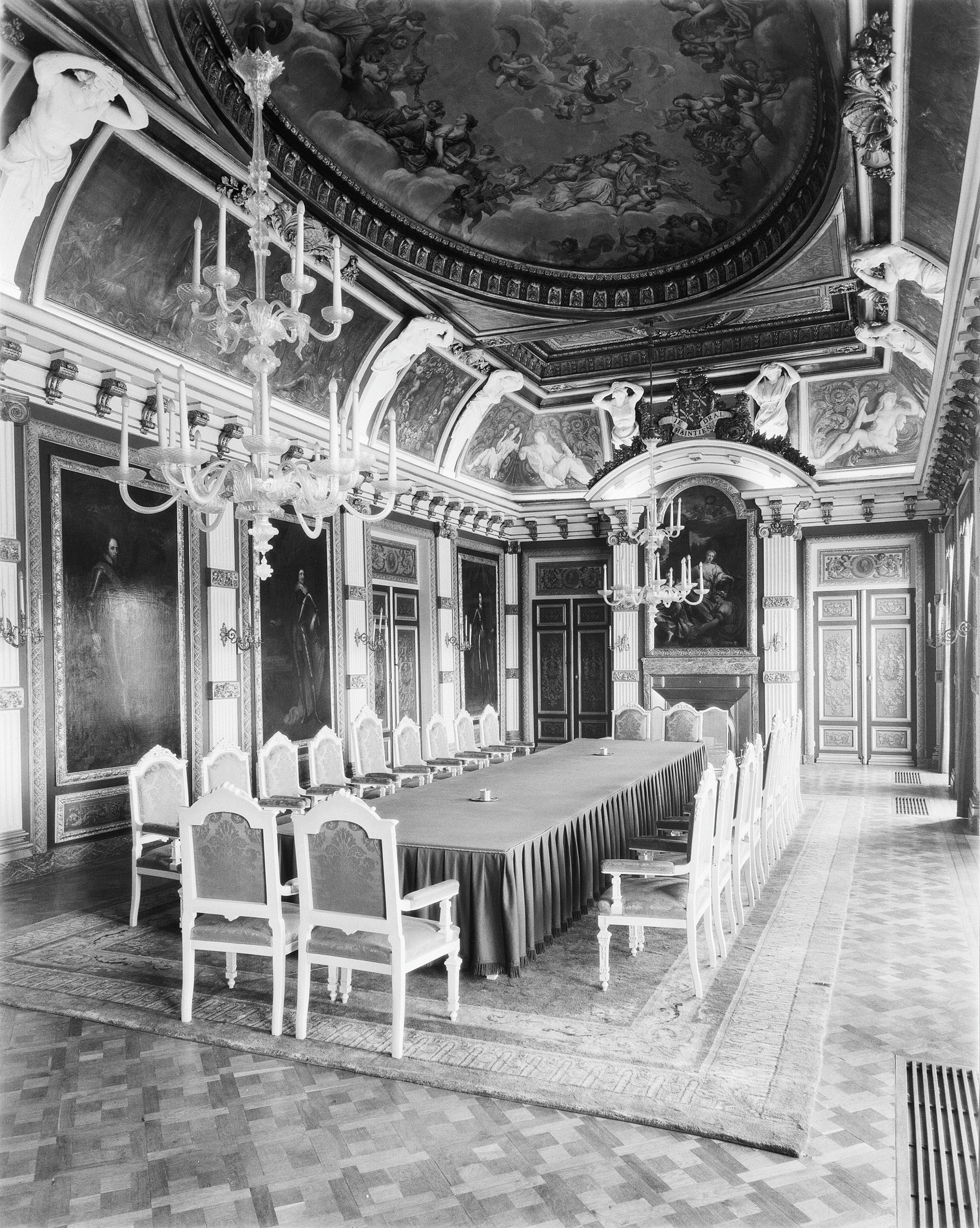
De Trêveszaal, waar tegenwoordig de ministerraad bijeenkomt, was in de beginjaren de vergaderplek van de Eerste Kamer.

De Eerste Kamer werd in 1815 gevormd door de splitsing van de Staten-Generaal in twee kamers, op verzoek van de zuidelijke provincies die de adel een plaats in het parlement wilden geven. De noordelijke provincies aanvaardden dit, onder de voorwaarde dat niet alleen adel lid kon worden, maar allen die "door diensten aan den Staat bewezen, door hunne geboorte of gegoedheid onder de aanzienlijksten van de lande behoren".
De Koning benoemde de leden van de Eerste Kamer voor het leven, de reden dat de Eerste Kamer gezien werd als het 'bolwerk van de Kroon'. In de Zuidelijke Nederlanden werd nog harder over de Eerste Kamer geoordeeld. Daar werd het de ménagerie du roi (dierentuin van de koning) genoemd. De leden hadden (en hebben) geen recht van initiatief. Vergaderd werd in de Trêveszaal op het Binnenhof in Den Haag.
De onafhankelijkheid van België en de grondwetsherziening van 1840 veranderden niets aan de Eerste Kamer. Aanpassingen kwamen er pas bij de grondwetsherziening van 1848. De commissie-Thorbecke adviseerde indertijd een rechtstreekse verkiezing, met een zittingstermijn van drie jaar. Alleen personen die behoorden tot de "hoogst aangeslagenen in de belasting" zouden lid mogen worden, maar eigenlijk wilde Thorbecke de Eerste Kamer opheffen; hij zag er het nut niet van in. Voor hem was het een instituut "zonder grond en zonder doel". De meerderheid van de commissie deelde die mening niet.

Uiteindelijk werd besloten dat de leden door die van Provinciale Staten gekozen werden uit de duizend personen die de meeste belasting betaalden. De zittingstermijn werd op negen jaar gesteld, waarbij na elke drie jaar een derde aftrad. Het werd de leden niet toegestaan om amendementen in te dienen of te vragen om onderzoek, evenmin verkregen ze het recht van initiatief. Het werd de Eerste Kamer wel toegestaan om een minister om inlichtingen te vragen. Ook werd bepaald dat de vergaderingen openbaar werden. Om buitenstaanders toe te kunnen laten, verhuisden de vergaderingen naar de voormalige vergaderzaal van de Staten van Holland. Daar vergadert de Eerste Kamer nog steeds. 

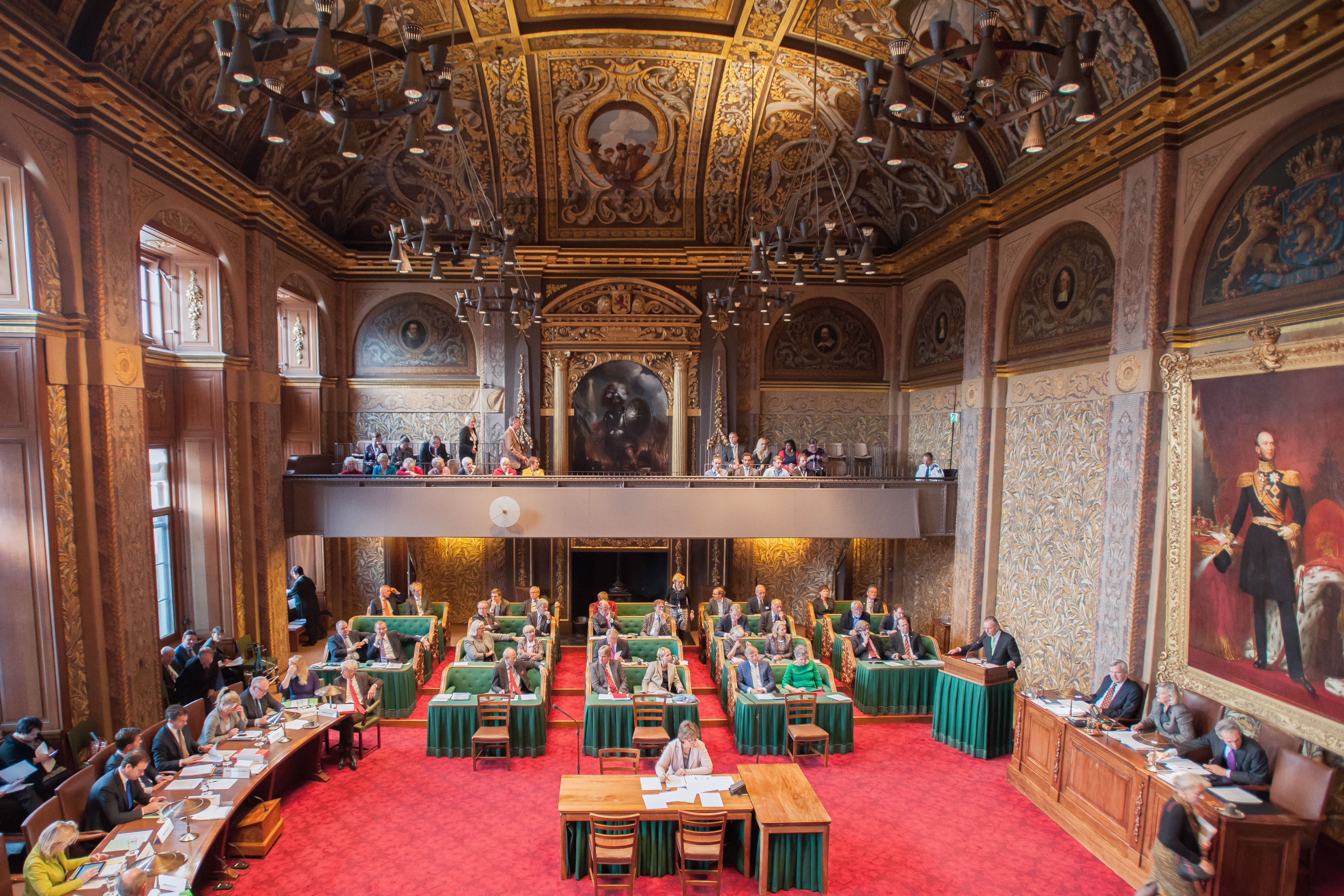
De Eerste Kamer in debat in de huidige vergaderzaal, waar ze sinds 1849 bijeenkomt

Bij de grondwetsherziening van 1887 veranderde de inkomenseis voor de Eerste Kamer. Burgers die een "hoog en gewichtig ambt bekleedden of hadden bekleed" konden vanaf dat moment ook verkozen worden. Het aantal Eerste Kamerleden werd verhoogd van 39 naar 50.
Bij de grondwetsherziening van 1917 verkregen vrouwen het passieve kiesrecht voor de Eerste Kamer, en werden alle overige beperkingen om lid te mogen worden opgeheven. Het meerderheidsstelsel werd vervangen door een evenredige vertegenwoordiging. In november 1918 gingen er stemmen op om de Eerste Kamer af te schaffen. Tweede Kamerlid Visser van IJzendoorn kreeg bekendheid om zijn uitspraak dat bij opheffing alleen de boden van de Eerste Kamer zouden treuren. De regering kwam met een voorstel om de zittingsduur terug te brengen tot vier jaar en tegelijkertijd met de ontbinding van de Eerste Kamer ook de Provinciale Staten te ontbinden, waarvan de leden wel die van de Eerste Kamer zouden blijven kiezen. Het voorstel werd in de Eerste Kamer verworpen, waarop de voorzitter van de ministerraad Charles Ruijs de Beerenbrouck het plan indiende om de zittingsduur naar zes jaar te verlagen en elke drie jaar de helft van de leden te laten kiezen door de helft van de Provinciale Staten. Beide Kamers gingen in 1922 akkoord.
In 1956 ging het aantal zetels van 50 naar 75 en in 1983 werd de zittingsduur verminderd tot vier jaar, en werd ook ingevoerd dat iedereen steeds tegelijk gekozen wordt. Bij de grondwetswijziging van 2017 werd bepaald dat de leden van de Eerste Kamer mede gekozen zullen worden door de gekozen leden van een nieuw orgaan, het Kiescollege voor de Eerste Kamer in Caribisch Nederland. Dit werd voor het eerst toegepast bij de Eerste Kamerverkiezingen 2019.
Wegens de renovatie van het Binnenhof, die zeker 5,5 jaar gaat duren, heeft de Eerste Kamer zijn vergaderzaal aldaar verlaten. De Trêveszaal en de Ridderzaal worden vanaf de zomer van 2021 tot minstens eind 2026 verruild voor een zaal in het voormalige gebouw van de Hoge Raad, elders in de binnenstad van Den Haag. De nieuwe zaal is voornamelijk grijs gekleurd met een groen gordijn en geen daglicht. De opstelling van de bankjes is hetzelfde als in de Trêveszaal.

## Bevoegdheden

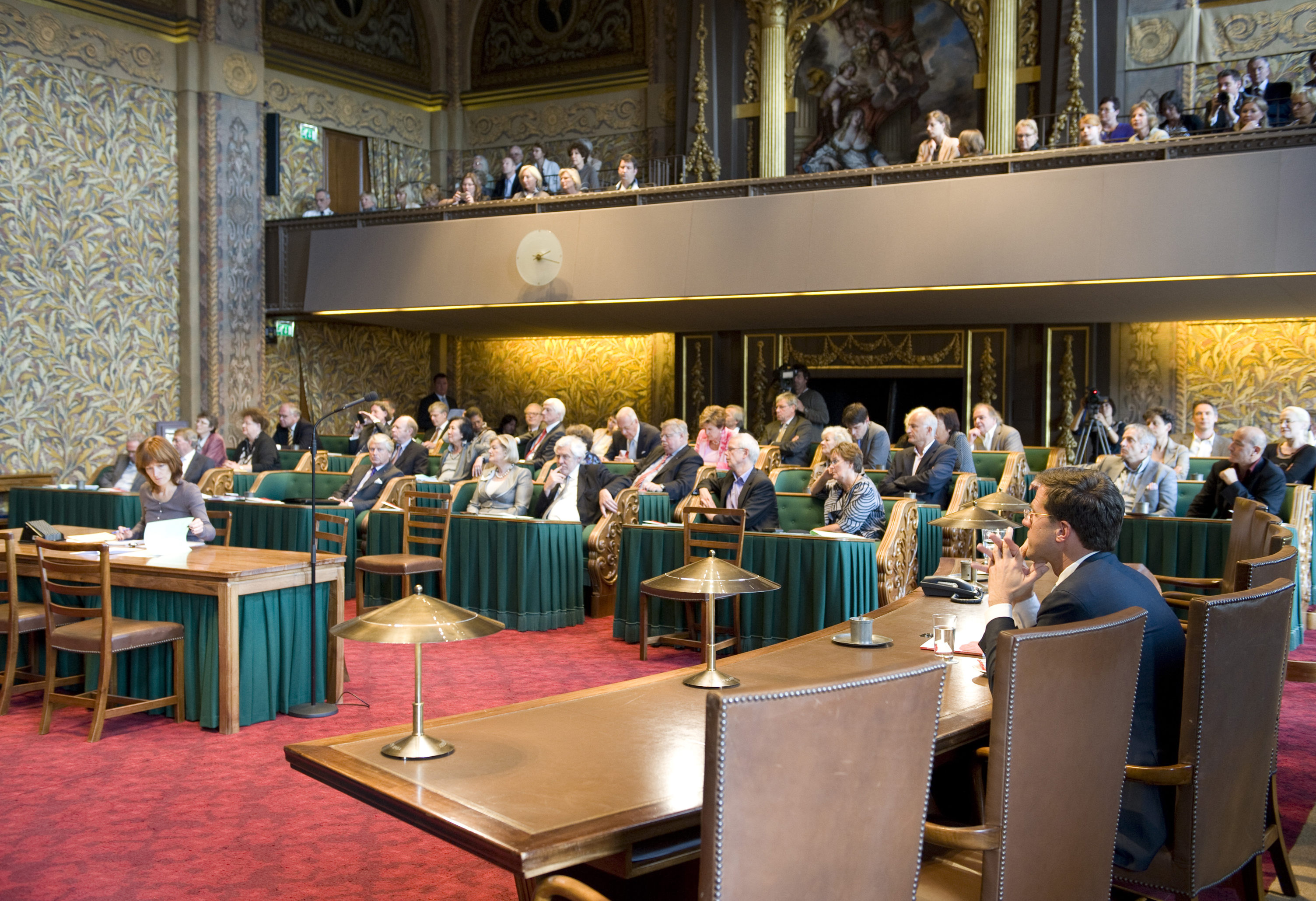
Een vergadering van de Eerste Kamer, in het bijzijn van premier Mark Rutte

De Eerste Kamer is samen met de Tweede Kamer medewetgever: alle wetten moeten door de Senaat worden goedgekeurd. Dit houdt ook in het budgetrecht, omdat de Rijksbegroting in de vorm van wetsontwerpen door de regering wordt ingediend. Dit is een belangrijk middel om de regering te dwingen te luisteren naar het parlement.
In tegenstelling tot de Tweede Kamer heeft de Eerste Kamer geen recht van amendement. Ze kan de wetten die zijn goedgekeurd door de Tweede Kamer niet meer wijzigen, doch slechts goed- of afkeuren. Maar doordat de debatten met de bewindslieden deel uitmaken van de interpretatie, kunnen de toezeggingen van de ministers en staatssecretarissen wel gebruikt worden in rechtszaken wanneer deze iets zeggen over de toepassing van de wet. De Kamer kan in praktijk de minister ook dwingen een novelle, een aanvulling / wijziging op het wetsvoorstel, in te dienen bij de Tweede Kamer. De Eerste Kamer stelt de stemming over de wet dan uit tot de Tweede Kamer de novelle heeft goedgekeurd, en de Eerste Kamer over beide kan stemmen. In praktijk is dit dus een wijziging van het wetsvoorstel, hoewel het aan de regering of de Tweede Kamer blijft om die novelle in te dienen.
De Eerste Kamer kan, in tegenstelling tot de Tweede Kamer, ook geen initiatiefwetsvoorstel indienen. Het verschil tussen de Kamers werd door de mede-opsteller van de grondwet van 1848 Donker Curtius zo geformuleerd: "De Tweede Kamer moet het goede stichten, de Eerste Kamer het kwade tegenhouden".
De Eerste Kamer heeft wel net als de Tweede Kamer het recht op informatie, wat betekent dat de leden Kamervragen kunnen stellen (doch in tegenstelling tot de Tweede Kamer alleen schriftelijke), een debat met de minister kunnen aanvragen, het recht van interpellatie, en hierbij moties kunnen indienen. Het recht op informatie betekent ook dat de Kamer een parlementaire enquête kan houden, hoewel de Eerste Kamer dit nog nooit heeft gedaan. Wel is in 2012 door de Eerste Kamer onderzoek gedaan naar het privatiserings- en verzelfstandigingsbeleid van overheidsdiensten en -bedrijven.
Een motie van afkeuring, wantrouwen of treurnis kan ook in de Eerste Kamer worden aangenomen. Over de vraag of een motie van wantrouwen ertoe dient te leiden dat de minister aftreedt bestaat verschil van mening tussen rechtsgeleerden, politicologen en bestuurskundigen in de literatuur. Moties van wantrouwen worden in de Eerste Kamer zelden ingediend tegen individuele bewindslieden.
Hoewel de Eerste Kamer zich dus in de praktijk (de facto) bezighoudt met een laatste controle van wetgeving op degelijkheid en samenhang met andere wetten, heeft ze staatsrechtelijk (de jure) dezelfde bevoegdheden, met uitzondering van recht van amendement en het recht van initiatief waarvoor in de plaats een novelle kan worden ingediend ter aankondiging een wetsvoorstel te verwerpen als het ongewijzigd blijft. Een eventuele verandering is daarmee echter een nieuw voorstel, met het gebruikelijke verloop.

## Verkiezingen

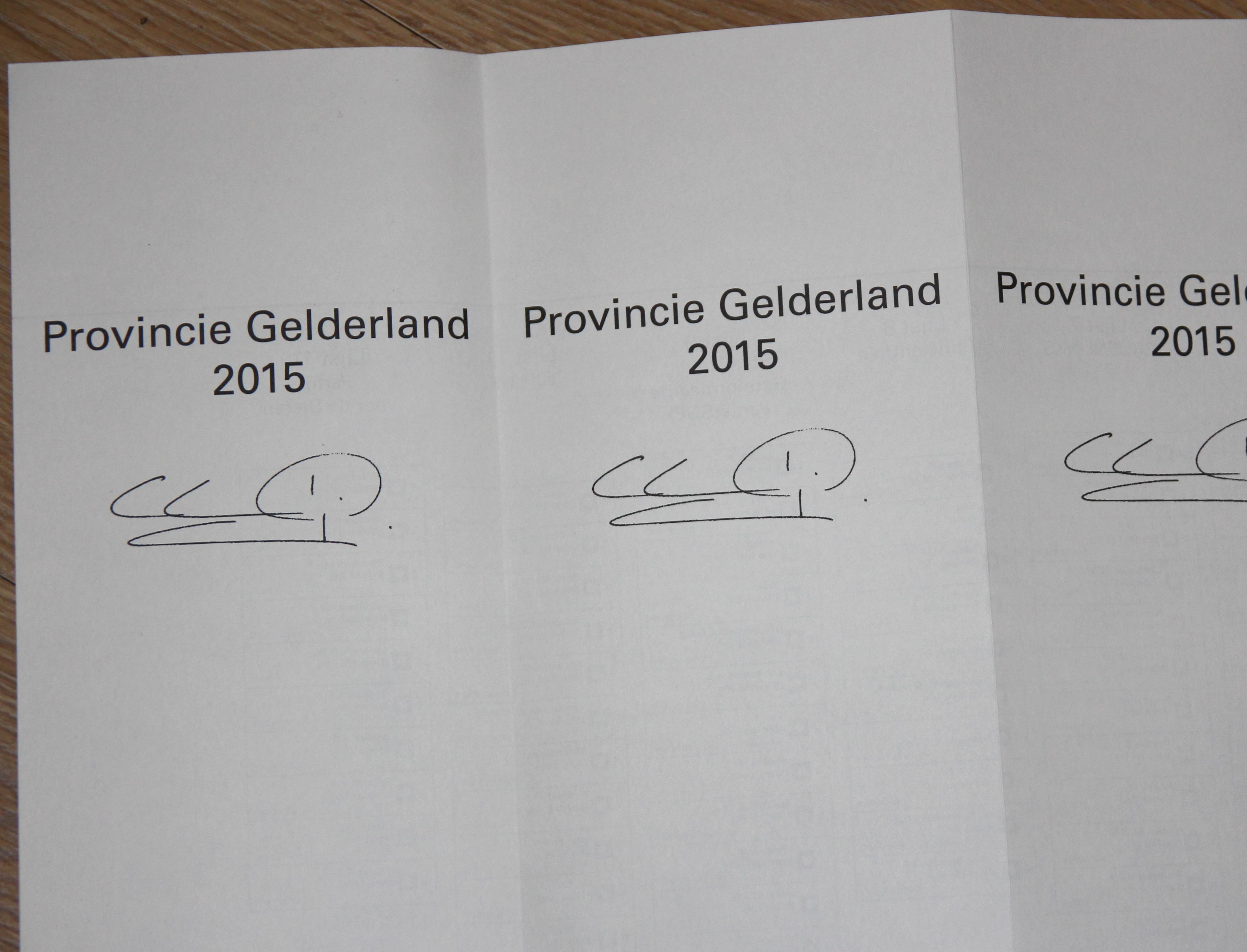
Stembiljet voor de Eerste Kamerverkiezing

Anders dan de Tweede Kamer en de andere organen van volksvertegenwoordiging, wordt de Eerste Kamer niet rechtstreeks door de Nederlandse bevolking gekozen, maar getrapt, namelijk door de leden van de Provinciale Staten die door de burgers zijn gekozen en, vanaf 2019, tevens door de leden van de kiescolleges voor de Eerste Kamer.
Sinds de grondwetsherziening van 1983 wordt de Eerste Kamer eens in de vier jaar gekozen. Dit gebeurt binnen drie maanden na de verkiezingen voor Provinciale Staten. De verkiezingen voor de Tweede Kamer zijn in principe ook eens in de vier jaar, dus die voor de Eerste Kamer zijn in principe in een vast stadium van de zittingtermijn van de Tweede Kamer, bijvoorbeeld in 2019 halverwege. Dit verandert echter onder meer als een kabinet valt, omdat er dan vervroegde verkiezingen voor de Tweede Kamer zijn, maar niet voor de Eerste Kamer.

## Ontbinding
Tot 1995 bepaalde de Grondwet dat de Eerste Kamer in het kader van de aanvaarding van een voorstel tot grondwetsherziening in eerste lezing net als de Tweede Kamer ontbonden moest worden. Door de invoering in 1983 van de gelijktijdige verkiezing van alle leden van de Eerste Kamer door Provinciale Staten (en sinds 2019 tevens door de kiescolleges voor de Eerste Kamer) heeft ontbinding van de Eerste Kamer doorgaans geen zin meer en is deze verplichting geschrapt. Om dezelfde reden vindt geen conflictontbinding meer plaats. Vervroegde ontbinding heeft sinds 1987 niet meer plaatsgevonden.
Als de Eerste Kamer toch ontbonden zou worden, schrijft de Grondwet voor dat de zittingsduur van de nieuwgekozen kamer eindigt op het tijdstip waarop de zittingsduur van de ontbonden kamer zou zijn geëindigd, dit in verband met de koppeling van de Eerste Kamerverkiezingen aan die van de leden van de Provinciale Staten. In 1986 leidde dit ertoe dat de (in verband met een grondwetsherziening) nieuwgekozen Eerste Kamer slechts een jaar zou zitten.
De Eerste Kamer is, naast ontbindingen vanwege een voorstel tot grondwetsherziening, in het verleden een aantal keren om andere redenen ontbonden geweest. Vijf keer hield dit verband met een wijziging van het kiessysteem:
- 1850: invoering van de Kieswet;
- 1888: uitbreiding van het aantal leden van 39 naar 50;
- 1923: invoering van een verkiezing in vier provinciale kiesgroepen en van een zittingstermijn van zes jaar;
- 1956 (II): uitbreiding van het aantal leden van 50 naar 75;
- 1983: invoering van gelijktijdige verkiezing van alle leden, spoedig volgend op de verkiezingen voor Provinciale Staten, en van een zittingstermijn van vier jaar.

De ontbinding in 1904 hield verband met de verwerping door de overwegend liberale Eerste Kamer van een wetsvoorstel van het christelijke kabinet-Kuyper tot wijziging van de Hoger Onderwijswet, en leidde door het toen nog geldende kiessysteem (de samenstelling van Provinciale Staten was intussen veranderd) wel tot een andere samenstelling van de senaat, waarna het wetsvoorstel alsnog aanvaard werd.
De ontbinding in 1946 was noodzakelijk omdat de zittingstermijn van alle leden inmiddels was verlopen; sinds 1937 waren door het uitbreken van de Tweede Wereldoorlog geen verkiezingen meer gehouden.

## Voorzitter

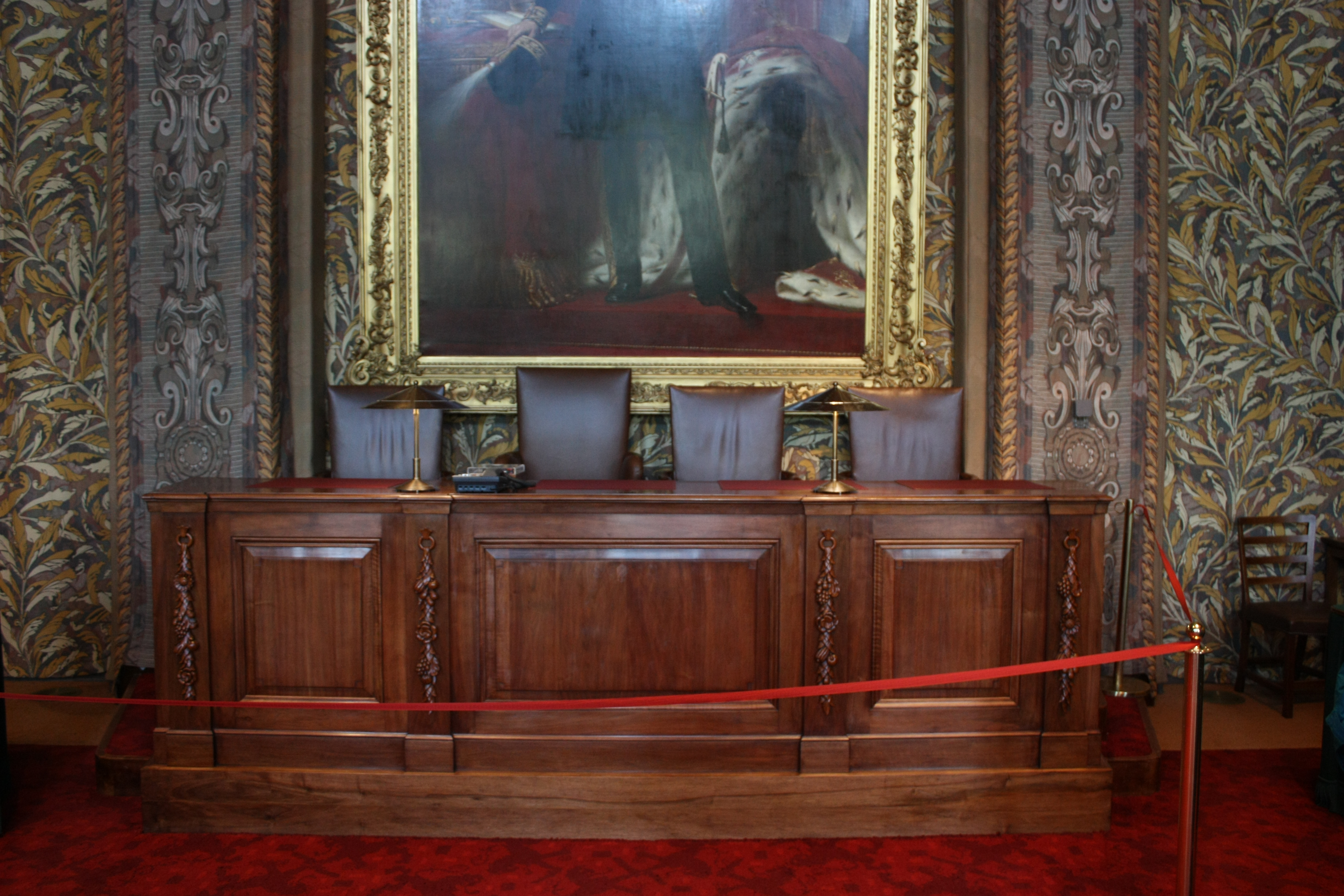
De voorzittersstoel, onder het portret van koning Willem II der Nederlanden

De senatoren kiezen voor de duur van een zittingsperiode een voorzitter uit hun midden. De voorzitter van de Eerste Kamer is ook de voorzitter van de Verenigde Vergadering van de beide Kamers der Staten-Generaal. In die functie zit de Eerste Kamervoorzitter onder meer de plechtigheden op Prinsjesdag voor. Sinds 2 juli 2019 is Jan Anthonie Bruijn (VVD) voorzitter.

## Griffier
De Eerste Kamer benoemt een griffier. Deze geeft leiding aan het ambtelijk apparaat dat de Kamer ten dienste staat. Sinds 2 oktober 2018 is dat Remco Nehmelman.

## Vergaderingen en commissies
In de regel wordt alleen op dinsdag vergaderd. Bij uitzondering kan ook op maandagavond worden vergaderd, en bij hoge uitzondering op woensdag. Naast de plenaire vergaderingen kent de Eerste Kamer sinds 1950 diverse tijdelijke en vaste Kamercommissies.

## Openbaarheid
De vergaderzaal van de Eerste Kamer heeft aan weerszijden een galerij waarop zich tribunes bevinden. Daarop kunnen maximaal 35 personen de vergadering volgen. Op de galerij rechts van de voorzitter bevinden zich plaatsen voor pers en publiek. Op de andere galerij bevinden zich plaatsen voor ambtenaren en fractiemedewerkers.
Via internet wordt de plenaire vergadering van de Eerste Kamer live uitgezonden. Het is daarnaast mogelijk de plenaire debatten vanaf 9 juni 2015 (de eerste vergaderdag na de verkiezingen van 2015) achteraf terug te kijken.
De verslagen van de debatten worden op internet gepubliceerd in de Handelingen. De voorlopige versie, "stenogram" genoemd, staat binnen enkele dagen op de site van de Eerste Kamer, de definitieve na enkele weken op officielebekendmakingen.nl.

## Kritiek

### Tegenstanders van de Eerste Kamer
Vanwege de wijze van samenstelling van de Eerste Kamer is er kritiek op haar bestaan wegens haar weinig democratische basis. Als alternatief voor de huidige getrapte verkiezingen, nl. door de leden van de gezamenlijke Provinciale Staten en niet rechtstreeks door het volk, zouden directe verkiezingen door en uit het volk zoals dat bijvoorbeeld in de Verenigde Staten ook gebeurt, als een verdere democratisering van het Nederlandse politieke bestel kunnen worden beschouwd.
Verschillende partijen in de Nederlandse parlementaire geschiedenis hebben gepleit voor het opheffen van de Eerste Kamer. Voor de Tweede Wereldoorlog was de Bond van Christen-Socialisten hier voorstander van, tegenwoordig de SP, GroenLinks, D66, en de PVV.

### Nevenfuncties
Leden van de Eerste Kamer hebben er een betrekking van één dag per week en doen er ander werk bij. Die functies in de rest van de week vormen zo hun echte werk. Hierdoor stemmen Eerste Kamerleden geregeld over wetsvoorstellen waar ze belang bij hebben vanwege hun nevenfunctie. Hier wordt wel tegenin gebracht dat het goed is als geluiden uit de samenleving, via nevenfuncties, in de Eerste Kamer doordringen. In 2019 heeft de Eerste Kamer een voorstel tot wijziging van het Reglement van Orde vastgesteld en Gedragscode integriteit Eerste Kamer vastgesteld.

## Europa
Voor het Europese wetgevingsproces heeft de Eerste Kamer in beginsel dezelfde bevoegdheden als de Tweede Kamer: zij kan controle uitoefenen op de totstandkoming van Europese wet- en regelgeving. Voor alle Europese voorstellen die de Eerste Kamer in behandeling neemt worden digitale dossiers (e-dossiers) aangemaakt op Europapoort, de blauwe omgeving van de Eerste Kamer website.
De Interparliamentary EU Information Exchange (IPEX) beoogt de uitwisseling van EU-gerelateerde informatie tussen nationale parlementen te vergemakkelijken en hierdoor interparlementaire samenwerking te ondersteunen.